# Microcephala lamellata
Microcephala lamellata là một loài thực vật có hoa trong họ Cúc. Loài này được (Bunge) Pobed. mô tả khoa học đầu tiên năm 1961.